# Chaetoleucopis dactylopivora
Chaetoleucopis dactylopivora är en tvåvingeart som beskrevs av Malloch 1932. Chaetoleucopis dactylopivora ingår i släktet Chaetoleucopis och familjen markflugor. Inga underarter finns listade i Catalogue of Life.